# Corvara (Pescara)
Corvara község (comune) Olaszország Abruzzo régiójában, Pescara megyében.

## Fekvése
A megye nyugati részén fekszik. Határai: Brittoli, Bussi sul Tirino, Capestrano, Pescosansonesco és Pietranico.

## Története
Alapítására vonatkozóan nincsenek pontos adatok. Valószínűleg a 10-11. században alapították, amikor a San Clemente a Casauria-apátsághoz tartozó birtok volt. A következő századokban nemesi birtok volt. Önálló községgé a 19. század elején vált, amikor a Nápolyi Királyságban felszámolták a feudalizmust.

## Népessége
A népesség számának alakulása:

## Főbb látnivalói
- Santa Maria di Costantinopoli-templom